# Doubravice nad Svitavou
Doubravice nad Svitavou település Csehországban, a Blanskói járásban. Doubravice nad Svitavou Obora, Rájec-Jestřebí, Bořitov, Lhota Rapotina, Kuničky, Újezd u Boskovic és Němčice településekkel határos. Lakosainak száma 1356 fő (2024. január 1.).

## Népesség
A település lakosságának változását az alábbi diagram mutatja:
| Lakosok száma | 1007 | 1087 | 1272 | 1331 | 1233 | 1219 | 1362 | 1388 | 1372 | 1356 |
|               | 1869 | 1890 | 1921 | 1950 | 1980 | 2001 | 2017 | 2019 | 2022 | 2024 |